# Суанов Руслан Володимирович
Руслан Володимирович Суанов (нар. 9 грудня 1953 — 2003) — радянський футболіст та футбольний суддя, виступав на позиції нападника та захисника. Батько футболіста Суанова Руслана Руслановича.

## Кар'єра гравця
У футбол розпочинав грати в «Спартаку» (Орджонікідзе) в 1969 році. У 1970 році, коли команда провела свій перший сезон в 1 групі Класу «А» (вищий дивізіон), зіграв в її складі 5 матчів. Період з 1971 по 1972 роки провів у київському «Динамо», але матчів за першу команду не зіграв. Продовжив кар'єру в командах «Динамо» (Хмельницький) та «Суднобудівник» (Миколаїв). У 1974 році зіграв 4 матчі у вищій лізі чемпіонату СРСР у складі дніпропетровського «Дніпра».
У 1976 році повернувся в свою першу команду — «Спартак» (Орджонікідзе). За майбутню «Аланію» в цілому зіграв 188 матчів, забив 21 м'яч. Завершив кар'єру в 1982 році в команді «Динамо» (Ставрополь).

## Сім'я
- Син: Руслан Суанов (нар. 1975) — футболіст, нападник.
- Онук: Руслан Суанов-мол. (нар. 1997) — нападник, останнім часом виступав за «Зеніт-2»[4].